# Målarförbundet
Målarförbundet (finska: Taidemaalariliitto ry) är en riksomfattande organisation för finländska yrkesmålare, som grundades 1929 för att befrämja bildkonsten samt konstnärernas intressen. Den bildades på initiativ av bland andra William Lönnberg, Alvar Cawén, Tyko Sallinen och Carl Wargh i opposition mot Konstnärsgillet i Finland och med Uuno Alanko som sin förste ordförande. 
Målarförbundet har drygt 1.200 medlemmar. Det har bland annat sedan 1967 galleriet TM Galleria på Skillnadsgatan i Helsingfors och driver Målarförbundets konstförmedling i Kabelfabriken i Helsingfors.